# Aršak II. od Iberije
Aršak II. (gruz. არშაკ) ili Arsuk (არსუკ), umro 1. godine poslije Krista, iz dinastije Farnavazida, bio je kralj Iberije od 20. godine pr. Kr., do svoje smrti 1. godine poslije Krista. Na prijestolju je naslijedio svog oca Mirijana II.
Prema srednjevjekovnim gruzijskim izvještajima, bio je potomak Nimruda i Farnavaza preko linije svog oca Mirijana II., a bio je i pripadnik dinastije Aršakunijani po svojoj majci. Aršak se morao pozabaviti s povratkom prognanog princa Aderkija (sina Kartama, usvojenog sina Farnavaza II.) U bitci koja je uslijedila između njih dvojice, Aderki je izašao kao pobjednik i postao kralj. Gruzijski povjesničar Kiril Tumanov predložio je da se kralj Aderki iz gruzijskih izvora poistovijeti s Farsmanom Velikim, poznatim iz klasičnih izvora.